# Türkiye 1. Basketbol Ligi 1979-1980
La Türkiye 1. Basketbol Ligi 1979-1980 è stata la 14ª edizione del massimo campionato turco di pallacanestro maschile. La vittoria finale è stata ad appannaggio dell'Eczacıbaşı.

## Risultati

### Stagione regolare
|     | Squadra          | G  | V  | N | P  | PF    | PS    | Pt. |
| --- | ---------------- | -- | -- | - | -- | ----- | ----- | --- |
| 1.  | Eczacıbaşı       | 26 | 23 | 0 | 3  | 2.226 | 1.587 | 72  |
| 2.  | Efes Pilsen      | 26 | 23 | 0 | 3  | 2.248 | 1.826 | 72  |
| 3.  | Beşiktaş         | 26 | 20 | 2 | 4  | 2.330 | 2.028 | 68  |
| 4.  | İ.B. Yenişehir   | 26 | 19 | 1 | 6  | 2.363 | 1.977 | 66  |
| 5.  | Karşıyaka        | 26 | 17 | 2 | 7  | 2.199 | 1.941 | 62  |
| 6.  | Tofaş SAS        | 26 | 18 | 0 | 8  | 2.057 | 1.938 | 62  |
| 7.  | Ankara DSİ       | 26 | 11 | 0 | 15 | 2.057 | 2.197 | 48  |
| 8.  | Taçspor          | 26 | 9  | 2 | 15 | 2.048 | 2.184 | 46  |
| 9.  | Şekerspor        | 26 | 10 | 0 | 16 | 1.806 | 1.994 | 46  |
| 10. | Galatasaray      | 26 | 8  | 0 | 18 | 1.963 | 2.226 | 42  |
| 11. | Fenerbahçe       | 26 | 8  | 1 | 17 | 1.697 | 1.986 | 41  |
| 12. | Ziraat Fakültesi | 26 | 7  | 0 | 19 | 1.892 | 2.130 | 40  |
| 13. | İTÜ Istanbul     | 26 | 4  | 0 | 22 | 1.895 | 2.240 | 34  |
| 14. | Kolejliler       | 26 | 3  | 0 | 23 | 1.795 | 2.282 | 30  |

| Türkiye 1. Basketbol Ligi 1979-1980 |
| ----------------------------------- |
| Eczacıbaşı 4º titolo                |

## Formazione vincitrice
| N° | Naz.               | Ruolo | Sportivo          |  | Alt. |  |
| -- | ------------------ | ----- | ----------------- |  | ---- |  |
|    | Turchia (bandiera) |       | Efe Aydan         |  |      |  |
|    | Turchia (bandiera) |       | Erdoğan Barlı     |  |      |  |
|    | Turchia (bandiera) |       | Hakan Büyükbayrak |  |      |  |
|    | Turchia (bandiera) |       | Melih Erçin       |  |      |  |
|    | Turchia (bandiera) |       | Necati Güler      |  |      |  |
|    | Turchia (bandiera) |       | Toma İstavridis   |  |      |  |
|    | Turchia (bandiera) |       | Esat Özertan      |  |      |  |
|    | Turchia (bandiera) |       | Ahmet Sarı        |  |      |  |
|    | Turchia (bandiera) |       | Engin Taviloğlu   |  |      |  |
|    | Turchia (bandiera) |       | Orhan Tuncer      |  |      |  |
|    | Turchia (bandiera) |       | Emir Turam        |  |      |  |
|    | Turchia (bandiera) |       | Ahmet Ütebay      |  |      |  |
|    | Turchia (bandiera) | All.  | Aydan Siyavuş     |  |      |  |